# Американські Віргінські Острови на Чемпіонаті світу з водних видів спорту 2015
Американські Віргінські Острови взяли участь у Чемпіонаті світу з водних видів спорту 2015, який пройшов у Казані (Росія) від 24 липня до 9 серпня.

## Плавання
Плавці Американських Віргінських Островів виконали кваліфікаційні нормативи в дисциплінах, які вказано нижче (не більш як 2 плавці на одну дисципліну за часом нормативу A, і не більш як 1 плавець на одну дисципліну за часом нормативу B):
Чоловіки
| Спортсмен        | Дисципліна     | заплив  | заплив | Півфінал        | Півфінал        | Фінал           | Фінал           |
| Спортсмен        | Дисципліна     | Час     | Місце  | Час             | Місце           | Час             | Місце           |
| ---------------- | -------------- | ------- | ------ | --------------- | --------------- | --------------- | --------------- |
| Едріел Сейнс     | 100 м брасом   | 1:07.19 | 63     | Завершив виступ | Завершив виступ | Завершив виступ | Завершив виступ |
| Едріел Сейнс     | 200 м брасом   | 2:24.91 | 51     | Завершив виступ | Завершив виступ | Завершив виступ | Завершив виступ |
| Рексфорд Тулліус | 100 м на спині | 55.88   | 37     | Завершив виступ | Завершив виступ | Завершив виступ | Завершив виступ |
| Рексфорд Тулліус | 200 м на спині | 2:01.22 | 26     | Завершив виступ | Завершив виступ | Завершив виступ | Завершив виступ |

Жінки
| Спортсменка  | Дисципліна       | Заплив  | Заплив | Півфінал         | Півфінал         | Фінал            | Фінал            |
| Спортсменка  | Дисципліна       | Час     | Місце  | Час              | Місце            | Час              | Місце            |
| ------------ | ---------------- | ------- | ------ | ---------------- | ---------------- | ---------------- | ---------------- |
| Кайлі Вотсон | 100 м на спині   | 1:04.09 | 45     | Завершила виступ | Завершила виступ | Завершила виступ | Завершила виступ |
| Кайлі Вотсон | 100 м батерфляєм | 1:05.70 | 56     | Завершила виступ | Завершила виступ | Завершила виступ | Завершила виступ |